# Килти, Ричард
Ри́чард Ки́лти (англ. Richard Kilty, род. 2 сентября 1989 года, Стоктон-он-Тис, Англия) — британский легкоатлет-спринтер, чемпион мира в помещении 2014 года на дистанции 60 метров, чемпион Европы 2014 года в эстафете 4×100 м, двукратный чемпион Европы в помещении на дистанции 60 метров. Один из быстрейших белых спринтеров в истории.
В настоящее время тренируется у Раны Рейдер, а до этого его тренером был Линфорд Кристи.
В 2014 году на чемпионате Великобритании на дистанции 60 метров занял 3-е место. На чемпионате мира в Сопоте выиграл золотую медаль с личным рекордом — 6,49. В летнем сезоне стал чемпионом Европы в эстафете 4×100 метров.
С уверенным отрывом в 0,07 секунды выиграл бег на 60 метров на чемпионате Европы в помещении 2015 года (6,51). На летнем чемпионате мира в Пекине смог дойти до полуфинала в беге на 100 метров (20-е место). В эстафете 4×100 метров бежал в финале на первом этапе (британцы не смогли передать палочку и сошли с дистанции после третьего отрезка).
На чемпионате Европы 2016 года был дисквалифицирован в финале за фальстарт. Участвовал в Олимпийских играх в Рио-де-Жанейро: в эстафете вместе со сборной Великобритании занял пятое место в финале (и лучшее среди европейских команд).
В 2017 году защитил звание чемпиона Европы в помещении на дистанции 60 метров, показав время 6,54.